# Stazione di Belgirate
Stazione di Belgirate vasútállomás Olaszországban, Belgirate településen.

## Vasútvonalak
Az állomást az alábbi vasútvonalak érintik:
- Domodossola–Milánó-vasútvonal

## Kapcsolódó állomások
A vasútállomáshoz az alábbi állomások vannak a legközelebb:
- Stazione di Stresa
- Stazione di Lesa